# Helleborus lividus
Helleborus lividus (Aiton, 1789), noto anche, per la sua sottospecie, come elleboro di Corsica, è una pianta appartenente alla famiglia delle Ranunculaceae, diffusa nelle isole Baleari.

## Descrizione
Ha un fusto eretto, robusto, ramoso in alto.
Le foglie picciolate di 10–12 cm, presentano tre segmenti coriacei, verde scuro sopra e con vene reticolate, glauchi sotto, spinosi ai bordi; il segmento centrale è strettamente ellittico, i laterali di eguali dimensioni, ma più o meno falcati e raramente sublobati alla base; denti acuti con spinule di 1–2 mm. Infiorescenza multiflora con fiore di diametro 4–6 cm; tepali biancastri o rosati, patenti; il frutto è costituito da un follicolo da 2–3 cm.

## Distribuzione e habitat
H. lividus è una specie endemica delle isole Baleari, mentre la sua sottospecie H. lividus subsp. corsicus è presente nelle isole di Corsica e Sardegna.

## Tassonomia
Al momento, oltre alla pianta in sé, è accettata una sola sottospecie:
- Helleborus lividus subsp. corsicus (Briq.) P.Fourn.[2]

## Riferimenti nella cultura
Questa pianta in Corsica è chiamata 'a Nocca' ed era usata dai pastori che la mettevano sul formaggio per impedire la formazione dei vermi. Compare in particolari espressioni come, ad esempio
falsu com'è a nocca.
In Italia il nome popolare Erba Nocca è invece attribuito alle congeneri Helleborus bocconei e Helleborus foetidus.

## Galleria d'immagini

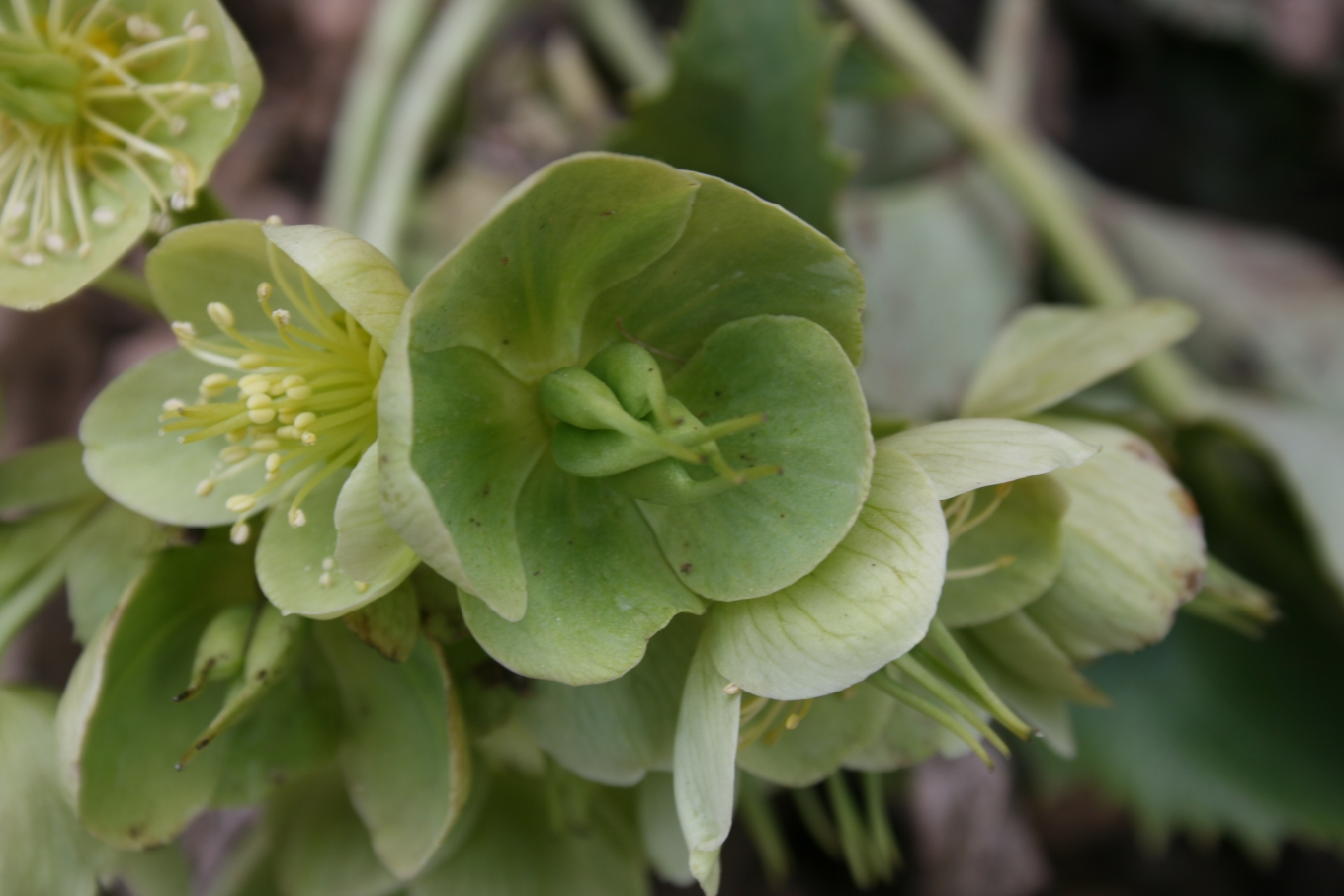
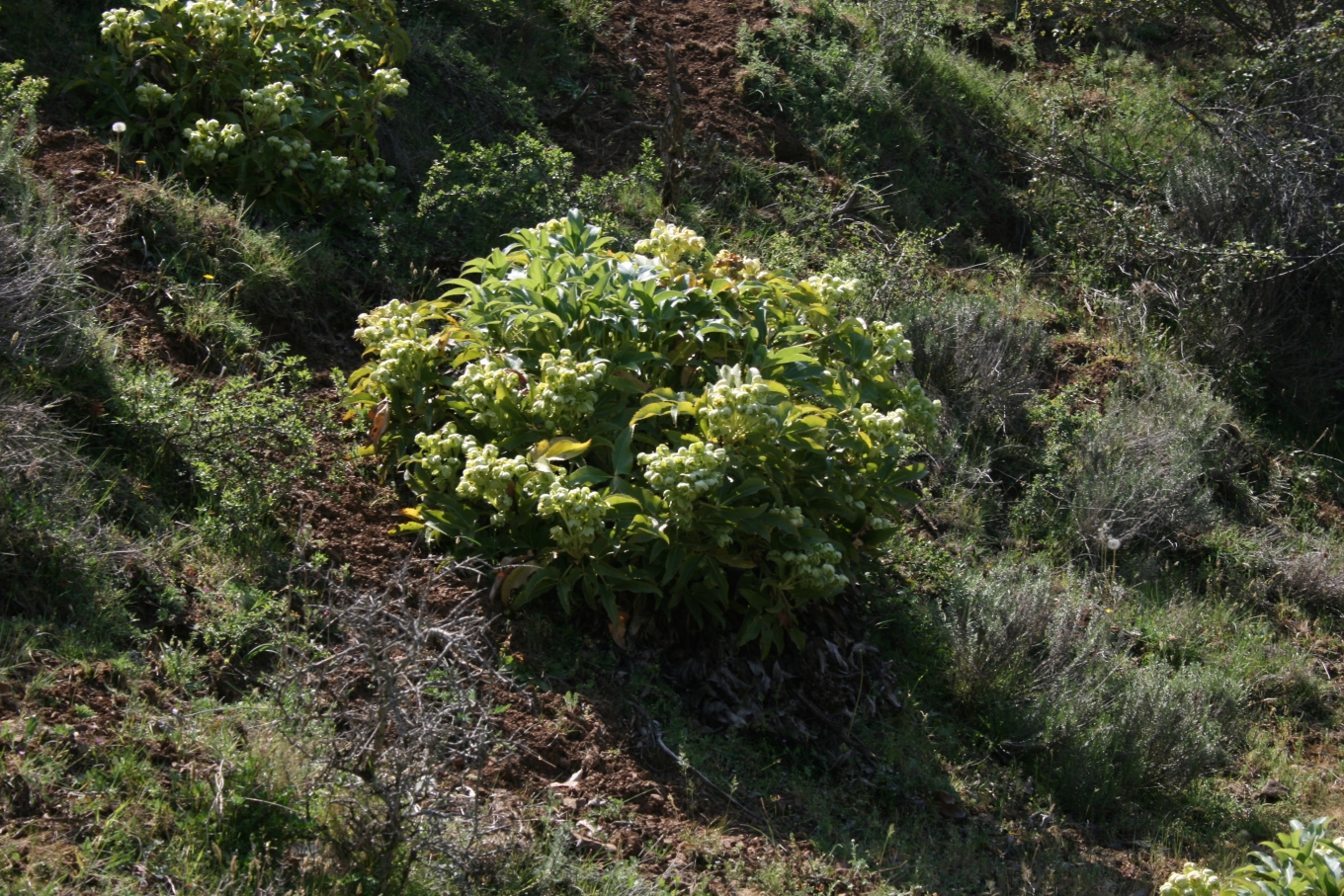
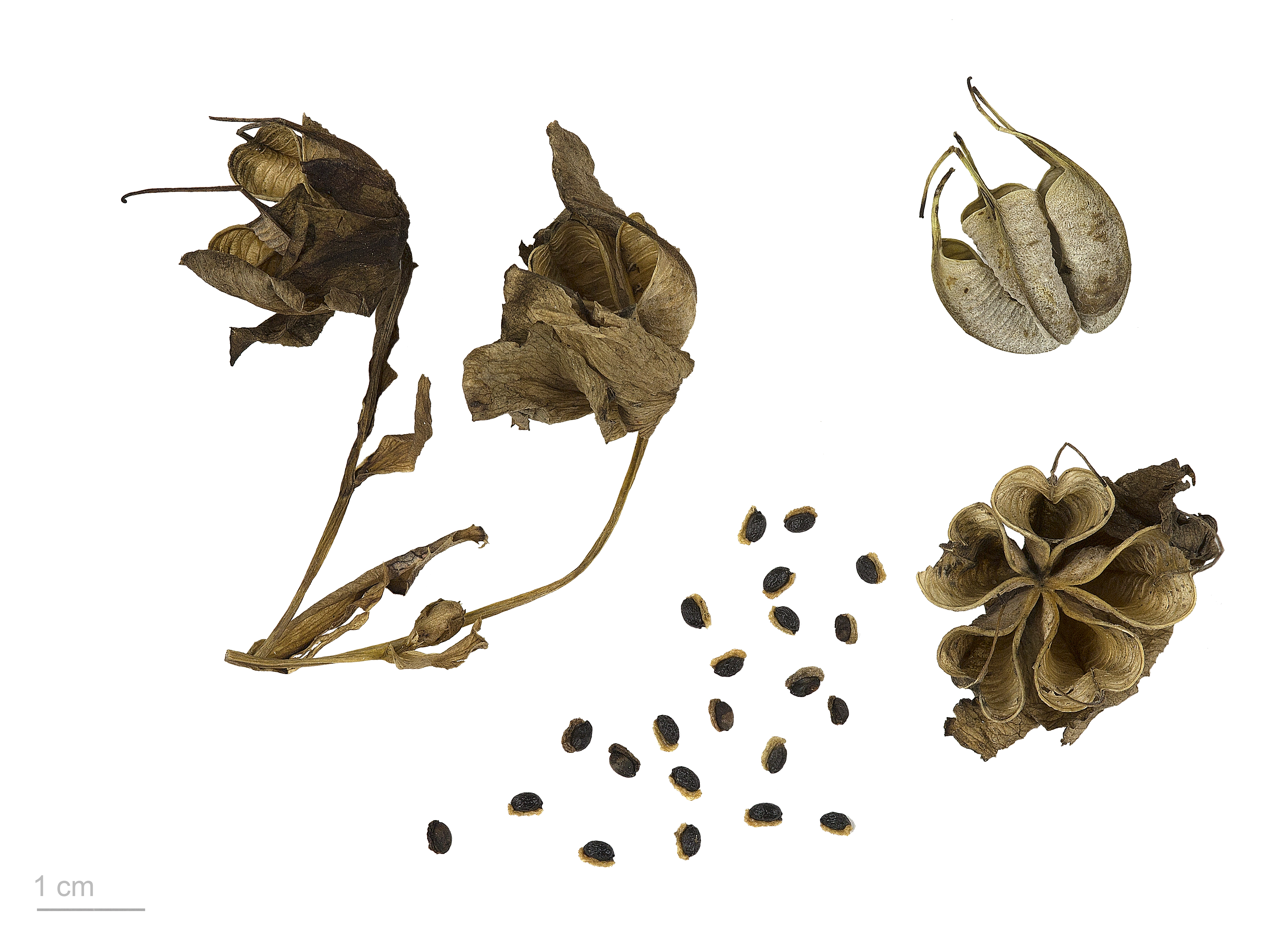